# Giorgio Falco (storico)
Giorgio Falco (Torino, 6 febbraio 1888 – Torino, 26 aprile 1966) è stato uno storico italiano.

## Biografia

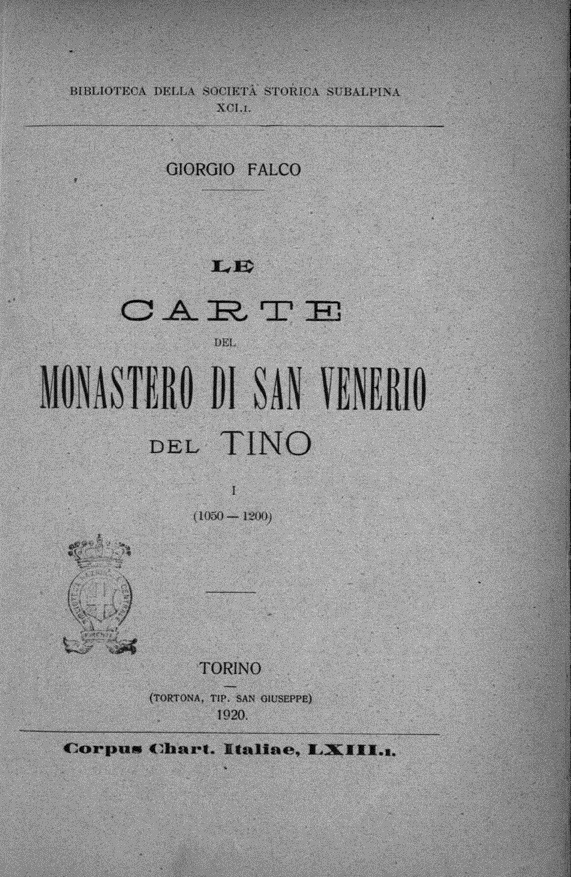
Carte del monastero di San Venerio del Tino, 1920

Fratello di Mario, nacque a Torino da una famiglia ebraica. Si laureò in Lettere nel 1911 con una tesi in storia medievale su Alfano di Salerno, relatore Pietro Fedele. Si trasferì poi a Roma dove rimase sino al 1914 a perfezionare i suoi studi presso la Società romana di storia patria. Dal 1914 al 1930 insegnò storia, geografia e italiano in istituti tecnici di Fossano, Roma e Torino.
Nel 1930 vinse un concorso universitario presso l'Università degli Studi di Torino e sostituì Pietro Egidi nella cattedra di storia moderna. Nel 1933 passò invece alla cattedra di storia medievale, sua vera passione. In questi anni aderì con entusiasmo alle idee di Benedetto Croce, che influenzarono due delle sue opere più importanti: La polemica sul medioevo, pubblicata nel 1933 nella Biblioteca della Società Storica Subalpina, e La Santa Romana Repubblica scritta nel 1937 ma pubblicata nel 1942.
Nel 1938 fu costretto a lasciare il lavoro a causa delle leggi razziali fasciste, vedendo la propria cattedra affidata a Francesco Cognasso. Si trasferì a Roma dove dopo l'8 settembre 1943 trovò rifugio in casa dell'amico Arturo Carlo Jemolo, assieme alla vedova e alle figlie del fratello Mario, fino alla Liberazione. Si convertì al cattolicesimo e fu battezzato. Nel 1945 tornò a Torino, ma fu costretto a dividere la cattedra con Francesco Cognasso che nel frattempo l'aveva sostituito. Mal sopportando questa situazione, nel 1951 si trasferì all'Università degli Studi di Genova, dove per tre anni insegnò storia medioevale e moderna. Nel 1954 tornò poi a Torino riprendendo la cattedra di storia moderna.
Nel 1958 presso l'Università di Genova ("Istituto di storia medievale e moderna fonti e studi"), commemorò Carlo Pisacane nel centenario della morte pubblicando Un autografo di Carlo Pisacane. Detta pubblicazione si realizzò soprattutto in base agli incartamenti dei processi politici celebrati a Genova tra il 1857 e il 1858.

## Opere
- Carte del monastero di San Venerio del Tino, vol. 1, Torino, Tipografia San Giuseppe, 1920.
- La polemica sul medioevo, Biblioteca della Società storica subalpina, 1933.
- La Santa Romana Repubblica, 1942., Luni Editrice 2017
- Un autografo di Carlo Pisacane, Istituto di storia medievale e moderna fonti e studi, 1958.